# Tuva Novotny

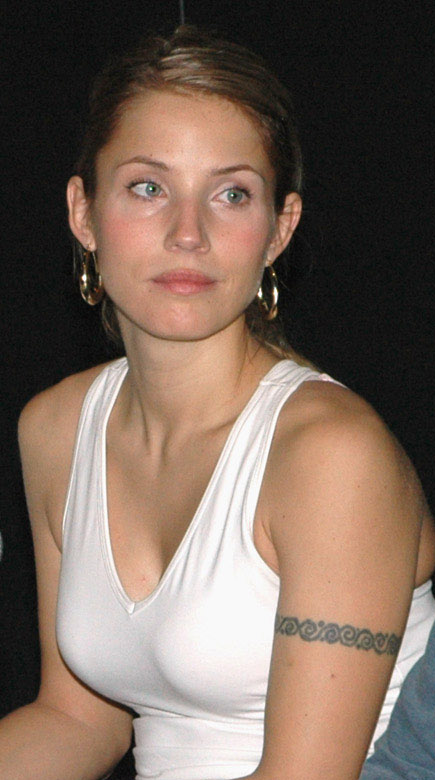
Tuva Novotny (2005)

Tuva Moa Matilda Karolin Novotny Hedström (* 21. Dezember 1979 in Stockholm) ist eine schwedische Schauspielerin, Regisseurin und Sängerin.

## Leben und Karriere
Tuva Novotny ist die Tochter von Barbro Hedström, einer schwedischen Schauspielerin und David Novotný, einem tschechischen Filmregisseur.
Novotnys Karriere begann im Alter von 16 Jahren, als sie in der von dem schwedischen Fernsehsender TV4 produzierten Seifenoper Skilda världar mitzuspielen begann, wodurch sie in Skandinavien sehr bekannt wurde. Von 1996 bis 2002 trat sie mit einer kurzen Unterbrechung in der Soap auf. Ihr Kinodebüt hatte sie in dem Film Tic Tac. Im Kinofilm Jalla! Jalla! hatte sie eine Hauptrolle; in Sleepwalker, Midsummer und Invisible spielte sie mit.
Am 23. November 2004 wurde Novotny von Prinz Joachim zu Dänemark zu einem von vier schwedischen Hans-Christian-Andersen-Botschaftern im Rahmen der Feierlichkeiten des 200. Geburtstags des Autors im Jahr 2005 ernannt.
2021 wurde Novotny beim Filmfestival von Cannes in die Jury des Kurzfilmwettbewerbs und der Nebensektion Cinéfondation berufen.
Novotny ist mit Nicolai Bjerrum Lersbryggen liiert und hat mit ihm eine Tochter (* 2007).

## Filmografie (Auswahl)

### Als Schauspielerin
- 1996–1999: Skilda världar (Fernsehserie, 123 Folgen)
- 1997: Tic Tac
- 2000: Der Schlafwandler (Sleepwalker)
- 2000: Naken
- 2000: Jalla! Jalla! Wer zu spät kommt … (Jalla! Jalla!)
- 2000: Herr von Hancken (TV-Miniserie)
- 2002: Invisible – Gefangen im Jenseits (Den osynlige)
- 2003: Norrmalmstorg (Fernsehfilm)
- 2003: Mord in der Mittsommernacht (Midsommer)
- 2003: Slim Susie (Smala Sussie)
- 2004: Stratosphere Girl
- 2004: Familien Gregersen
- 2005: Fyra veckor i juni
- 2005: Bang bang orangutang
- 2005: Stoned
- 2005: Unge Andersen
- 2006: Pakt der Bestien 2 – Rebellen, Phantome, Helden! (Snapphanar, TV-Miniserie, 3 Folgen)
- 2007: Den Sorte Madonna
- 2008: Der Kandidat (Kandidaten)
- 2009: Possession – Die Angst stirbt nie (Possession)
- 2010: Eat Pray Love
- 2010: Die Wahrheit über Männer (Sandheden om mænd)
- 2010–2015: Dag (Fernsehserie, 40 Folgen)
- 2011: ID:A – Identität anonym (ID:A)
- 2012: The Spiral (Fernsehserie, 5 Folgen)
- 2013–2014: Kødkataloget (Fernsehserie, 10 Folgen)
- 2014: Käpt’n Säbelzahn und der Schatz von Lama Rama (Kaptein Sabeltann og skatten i Lama Rama)
- 2015: A War (Krigen)
- 2016: Rosemari
- 2016: The King’s Choice – Angriff auf Norwegen (Kongens nei)
- 2016: Nobel (TV-Miniserie, 8 Folgen)
- 2017: Borg/McEnroe
- 2018: Auslöschung (Annihilation)
- 2018: Intrigo: Tod eines Autors (Intrigo – Death of an Author)
- 2019: Suicide Tourist – Es gibt kein Entkommen (Selvmordsturisten)
- 2021: The Middle Man – Ein Unglück kommt selten allein (The Middle Man)
- 2021: Zero Contact
- 2021: Die Patchworkfamilie (Bonusfamiljen, Fernsehserie, 5 Folgen)
- 2023: Der Abgrund (Avgrunden)

### Als Regisseurin
- 2010–2015: Dag (Fernsehserie, 4 Folgen)
- 2014: Lilyhammer (Fernsehserie, eine Folge)
- 2018: Blindsone
- 2019: Britt-Marie war hier (Britt-Marie var här)
- 2022: Diorama